# Erima (Papua-Neuguinea)
Erima ist ein Ort in der Provinz Madang in Papua-Neuguinea.

## Lage
Erima liegt in der Astrolabe Bay zwischen der aufgelassenen Station Stephansort im Süden und Balima im Norden. Zwischen Stephansort und Erima fließt der Fluss Jori in die Bucht. Zum Ramu-Highway im Nordwesten sind es etwa fünf Kilometer.

## Geschichte

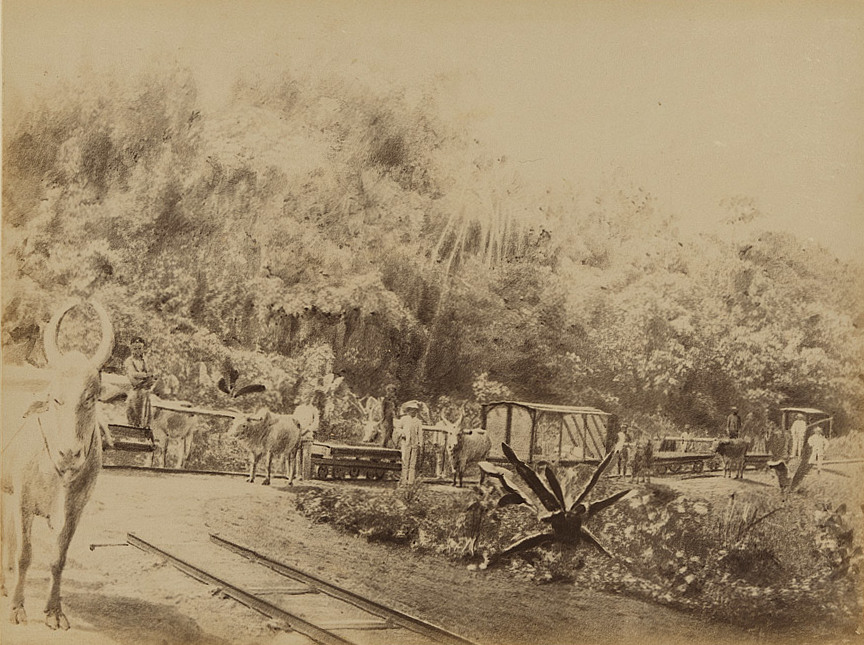
Feldbahn in Erima (um 1898)

Erima mit Erimahafen war ein 1891 gegründeter Standort der Neuguinea-Kompagnie, der dann im gleichen Jahr von der 1890 gegründeten Astrolabe-Compagnie übernommen wurde. Mit der zur deutschen Kolonialzeit bedeutenden Plantage von Stephansort war Erima und Erimahafen durch eine 7,5 Kilometer lange und breit ausgelegte Fahrstraße verbunden. Zudem war der Ort über eine Schmalspur-Feldbahn mit Stephansort, Konstantinhafen und Bogadjim verbunden. Am Ende des 19. Jahrhunderts bestand das als Plantage genutzte Erima aus einem großen Haupthaus, Nebengebäuden und einer Trockenscheune, während am Hafen neben einem Verwaltungsbau, dazugehörigen Nebengebäuden und Warenschuppen noch die Hafenanlagen selbst erwähnenswert waren. Eine damals bereits länger diskutierte Fahrstraße nach Friedrich-Wilhelms-Hafen wurde aus Kostengründen nicht realisiert.
Nach dem Ersten Weltkrieg besetzten australische Truppen das Gebiet von Deutsch-Neuguinea. Die deutschen Siedler wurden in den 1920er Jahren enteignet, um Australier anzusiedeln. Die Infrastruktur wurde während des Zweiten Weltkrieges, als Neuguinea von den Japanern besetzt war, weitgehend zerstört und wurde auch später unter der Herrschaft Australiens nicht mehr vollständig wiederhergestellt.